# Suci (Karangpawitan)
Suci is een bestuurslaag in het regentschap Garut van de provincie West-Java, Indonesië. Suci telt 10.291 inwoners (volkstelling 2010).